# Westliches Ahrgebiet
Koordinaten: 50° 23′ 21″ N, 6° 45′ 7″ O
Das Naturschutzgebiet Westliches Ahrgebiet liegt auf dem Gebiet der Gemeinde Blankenheim (Ahr) im Kreis Euskirchen in Nordrhein-Westfalen.
Das Gebiet erstreckt sich südöstlich des Kernortes Blankenheim und östlich des Blankenheimer Ortsteils Lommersdorf entlang des Aubaches. Am südlichen Rand verläuft die B 258 und fließt die Ahr. Das Naturschutzgebiet ist Teil des EU-Vogelschutzgebiets „Ahrgebirge“.

## Bedeutung
Für Blankenheim ist seit 2007 ein 513,34 ha großes Gebiet unter der Kenn-Nummer EU-168 als Naturschutzgebiet ausgewiesen. Die Unterschutzstellung erfolgt wegen der Bedeutung eines großen Teils des Gebietes für die Errichtung eines zusammenhängenden ökologischen Netzes besonderer Schutzgebiete in Europa.